# Leviola termitophila
Leviola termitophila là một loài nhện trong họ Mysmenidae. Chúng được miêu tả năm 1970 bởi Gerrit Smith Miller.